# Делов, Владимир Николаевич
Владимир Николаевич Делов (1868, Херсонская губерния — не ранее 1937) — российский и советский инженер-механик и нефтяник. Одним из первых внедрил насосную эксплуатацию скважин в Азербайджанской ССР. В 1899 году предложил использовать электробур для ударного бурения.

## Биография
Родился в селе Калиновка близ Николаева в Херсонской губернии в семье священника. Кроме него в семье была сестра и младший брат (ум. 1925).
Владимир Делов — выпускник Николаевской классической гимназии. Окончил физико-математический факультет Императорского Новороссийского университета (1891) и Императорского Московского высшего технического училища (1895).
После завершения учёбы принял предложение компании «Бенкендорф и Ко» работать на нефтяных промыслах Баку заведующим участком, а затем механической мастерской.
С 1899 по 1905 год работал помощником управляющего промыслами в «Биби-Эйбатском нефтепромышленном обществе». Впоследствии работал в товарищество «Шибаев и Ко» (1906—1907), а затем вновь в «Биби-Эйбатском нефтепромышленном обществе», где до 1917 года являлся помощником управляющего.
Являлся секретарём Русского технического общества, член Бакинской технической по охранению промыслов комиссии Совета съезда бакинских нефтепромышленников и Бакинского литературно-художественного кружка. Публиковался в журналах «Нефтяное дело» и «Труды Бакинского отделения ИРТО». В 1913 году от бакинского отделения технического общества был делегатом Съезда по горному делу, металлургии и машиностроению в Санкт-Петербурге.
Параллельно в 1906—1916 годах преподавал в Бакинском техническом училище.
После национализации он сначала был назначен управляющим месторождением Биби-Эйбат, однако вскоре переведен в Центральное управление на должность помощника директора промыслов.
В 1917—1920 годах занимал должность технического директора в Бакинском нефтяном обществе.
В 1920—1930 годах работал в тресте «Азнефть»: сначала в должности помощника (заместителя) директора по промыслам, затем — заведующим техническим бюро и заместителем старшего технического директора по промыслам.
В 1920-е годы сотрудничал с редакцией журнала «Нефтяное хозяйство» и публиковал статьи в издании «Азербайджанское нефтяное хозяйство». В 1926 году находился в заграничной командировке в Германии с целью закупки оборудования.
14 февраля 1930 года был арестован Азербайджанским ГПУ. В 1930—1931 годах находился под следствием и был осуждён по обвинению во «вредительстве» к расстрелу, заменённому на 10 лет лишения свободы в концлагере. В конце 1931 года был освобождён.
После освобождения в 1932—1934 годах работал старшим инженером треста «Грузнефть». В 1934—1935 годах занимал должность старшего инженера в конторе «Азнефтепроект» и в Азербайджанском нефтяном научно-исследовательском институте (АзНИИ). В 1937 году ему было присвоено звание старшего научного сотрудника, и он возглавил лабораторию испытания материалов в АзНИИ.
В 1926—1930 годах, а также с 1932 года преподавал в Азербайджанском индустриальном (политехническом) институте имени М. А. Азизбекова.
Дальнейшая судьба неизвестна. Скончался после 1937 года. Супруга — педагог.